# Мерзифонлу Чалык Хаджы Али-паша
Мерзифонлу́ Чалы́к Хаджы́ Али-паша (тур. Merzifonlu Çalık Hacı Ali Paşa; ок. 1640 — 25 октября 1700) — османский государственный деятель, великий визирь с 27 марта 1692 по 27 марта 1693 года.

## Биография
Чалык Хаджы Али-паша был уроженцем города Мерзифон, отсюда его прозвище Мерзифонлу. Хаджы Али-паша был земляком Кара Мустафа-паши, ставшим в 1676 году великим визирем. Начинал службу в качестве силахдара (оруженосца султана), затем был назначен на должность капиджилар-кетхуды (второго привратника дворца).
В 1683 году под командованием Мерзифонлу Кара Мустафа-паши участвовал в осаде Вены, которая завершилась поражением османской армии в битве под стенами города. После возвращения из похода отправился в паломничество, по возвращении из которого в 1685 году его назначили на должность чавуша-баши (начальника чавушей).
Чалык Хаджы Али-паша служил в должности мухафиза (наместника в ранге визиря) в Хиосе (1686) и Кандии (1688). В 1690 году был назначен на должность бейлербея Эрзурума, в качестве которого занимался набором войска в Анатолии и в том же году стал губернатором округа Стамбул. В следующем году был назначен на должность бейлербея Диярбекира, должность которого занимал в течение года.
27 марта 1692 года султан Ахмед II назначил его на должность великого визиря, вручив ему печать великого визиря. Узнав о назначении, Чалык Хаджы Али-паша произнёс: «Это судьба, иначе это не мое дело; Аллах, благослови нас и спаси нас!». В те годы продолжалась война Священной лиги и на военном совете было решено не вступать в военные действия без нападения врага и укрепить Белградскую крепость и построить мосты через реки Дунай и Саву.
27 марта 1693 года Хаджы Али-паша был уволен с поста великого визиря, из-за того, что пытался помешать увольнению дефтердара (главного казначея) из-за высоких налогов, которые были им введены. После отставки Хаджы Али-паша проживал в своём поместье, а затем отправился в Бурсу, где и проживал некоторое время. Скончался в октябре 1700 года в Кандии, где занимал должность мухафиза, должность которого получил в 1698 году.